# Mathias Vidangossy
Mathias Leonardo Vidangossy Rebolledo (Santiago del Cile, 25 maggio 1987) è un calciatore cileno, centrocampista del Melipilla.